# Герб Польши
Герб Польши — официальный государственный символ Республики Польша.
Изображение представляет собой белого орла с золотыми когтями и клювом, в золотой короне, на красном фоне.
Внешний вид герба утверждён конституцией Республики Польша (1997 г.), детально описан в статье 28.

## История
Польский герб, белый орёл на красном фоне, — один из старейших ныне существующих государственных символов мира. Изображение орла появилось на монетах первого польского короля — Болеслава I Храброго (X век). Сначала символ королевской династии Пястов и Великой Польши — исторической области на западе Польши, в бассейне реки Варта. Официальный государственный символ всей страны с Пшемысла II (1295 г.).

## История герба

### Предание
Предание гласит, что белого орла, который стал затем гербом польского государства, увидел легендарный Лех — прародитель польского народа. Старый Лех увидел орла, сидящего на ветви дерева на фоне вечернего красного неба, под закатными лучами солнца, уходящего за горизонт. В том месте, где это случилось, Лех основал город и назвал его Гнезно (Gniezno), потому что орёл на том дереве свил своё гнездо. Любопытно, что символ поляков (западных славян) имеет отношение именно к западному (закатному) небу.

#### Причины появления герба
В XI-XII веках Польша подвергается сильнейшей германской агрессии, ведёт непрерывные кровопролитный войны с немецкими рыцарями. Во 2-й половине XII века Польша была вынуждена признать свою вассальную зависимость от Священной Римской империи (1157—1181). В польском народе и польском рыцарстве начинают зреть идеи сплочения и консолидации всех польских земель, всех польских и славянских народов для решительной борьбы и освобождения от немецкой зависимости. Появление в 1237 году в Ливонии (Прибалтике) Тевтонского ордена заставляют польскую шляхту осознать опасность немецкой агрессии и угрозу онемечивания. Положение становилось опасным и в Польше зрели идеи сплочения для борьбы с немецкой угрозой. К тому времени немецкие феодалы подчинили себе польское Западное Поморье, а в Восточной Пруссии укрепились крестоносцы.
При немецком императоре Людвиге IV (1294—1347) было решено, что император пользуется эмблемой двуглавого орла, символом Германской империи был двуглавый чёрный орёл на золотом щите, в то время, как польский король, входящий со своим королевством в немецкую империю на основе вассальной зависимости, может пользоваться эмблемой одноглавого орла с противоположным цветом — жёлтый (золотой) орёл на чёрном поле. Именно в этой обстановке и возникает эмблема Польши — серебряный орёл в красном поле.
Данный орёл полностью являлся противовесом немецкому; белый (серебряный) цвет выше чёрного, это цвет чистоты и благородства, он противопоставлялся символу мрака и смерти. А красное поле щита говорило не только о священном праве на независимость, но и призывало к борьбе.
Поначалу орёл был личным знаком Пшемысла II, коронованного в 1295 году. Спустя почти столетие он становится общегосударственным символом.
На флагах польских повстанцев участвовавшие в восстании Костюшко 1795 и польском восстании 1831 годов, повстанцы отказались от коронованного орла (первым об этом заявило «Демократическое товарищество польское»), считая его эмблемой польских политических сил, стоящих на стороне царского правительства Российской империи.
В 1918 году, после получения Польшей независимости от Российской империи, с 1918 по 1927 год герб «орёл с короной» официально не был утверждён в версальской Польше. Причиной послужил ожесточённый спор между различными буржуазными партиями и силами. Вопрос в пользу герба орла с короной был решен в 1927 году, после майского переворота и прихода к власти Юзефа Пилсудского, который не спрашивал мнения партий и многие поляки были недовольны данным решением.

### Герб ПНР

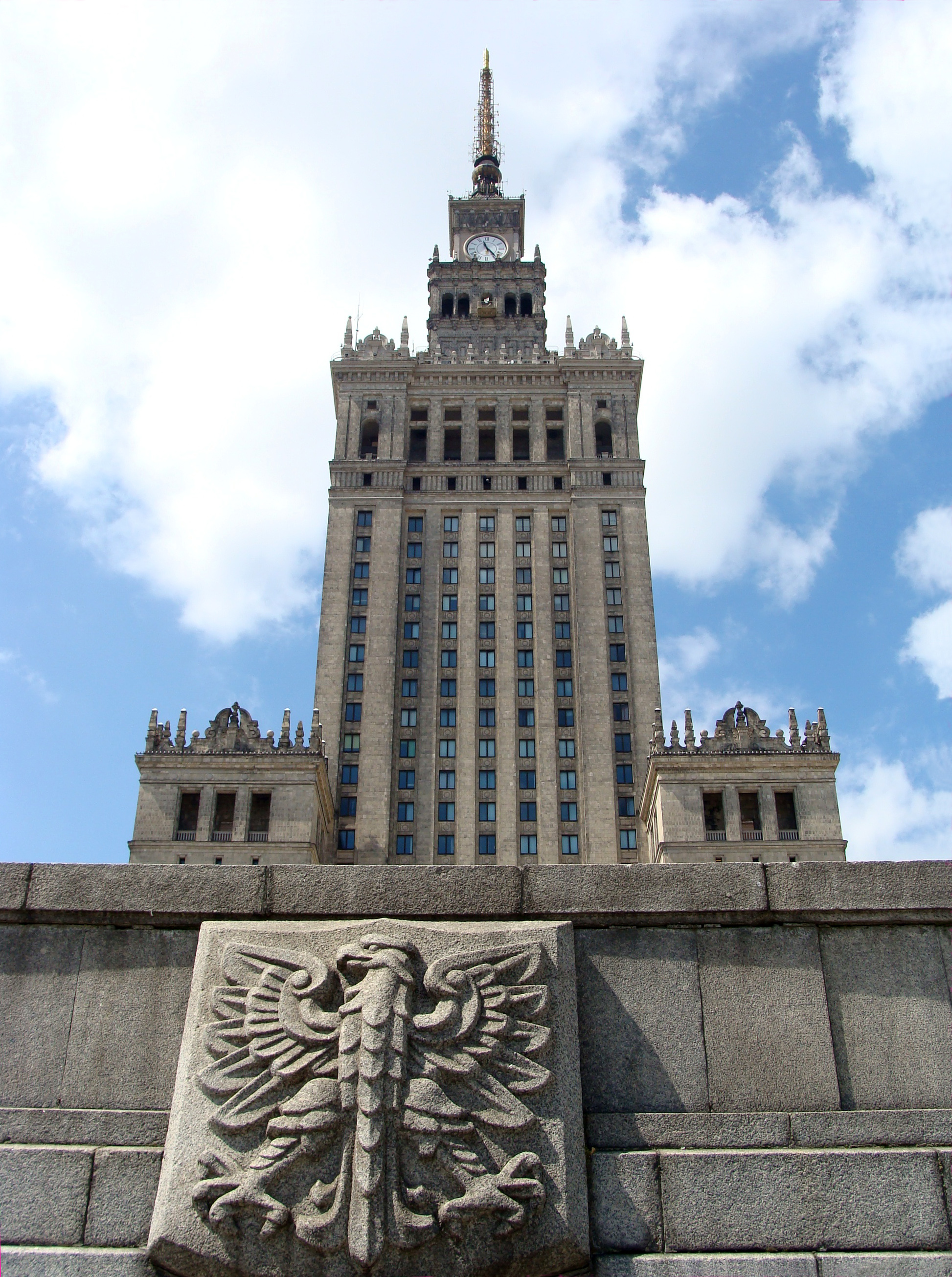
Герб ПНР (он был без короны) с Дворцом культуры и науки на заднем плане

Польский герб сохранялся и во время Второй мировой войны и после её окончания, ибо герб взывал к борьбе с немецкой агрессией и являлся для поляков эмблемой их вековой борьбы за национальную независимость. Эти идеи не противоречили идеям польского народа и поэтому старый герб стал официальным гербом Польской народной республики. Уже во время Второй мировой войны войска Гвардии Людовой, а затем и армии Людовой использовали, начиная с 1943 года, эмблему белого орла без короны, подчёркивая тем самым не только республиканский характер польского государства, за восстановлении которого они сражались против немецко-фашистских захватчиков, но и свой полный разрыв с политикой довоенной Польши Пилсудского, символ, как считали польские патриоты, был опозорен, с ним никто не считался, ему не верили. Ещё раньше, осенью 1939 года, это сделали польские антифашисты во Франции, которые предлагали вовсе отказаться от образа «хищной Польши», от эмблемы орла и заменить его на ласточку — «ясколку» (gaskolka).
Орёл с короной остался лишь на гербе польского правительства в изгнании.

## Современный герб
В 1980 году оппозиционные силы, начав борьбу за власть, в числе своих главных требований выставили возвращение к эмблеме польского белого орла с короной, как к символу прошлого. Это требование было осуществлено в 1990 году без проведения опроса или референдума, просто актом правительства Тадеуша Мазовецкого, что было, как писалось в заявлении «Солидарности», распространённого в связи с этим событием, «зримым подтверждением полного изменения политического и социального строя Польши», и, как далее писалось в заявлении, перечёркивание всего того, что было связано с понятием Польской народной республики.

Герб первой польской княжеской и королевской династии Пястов
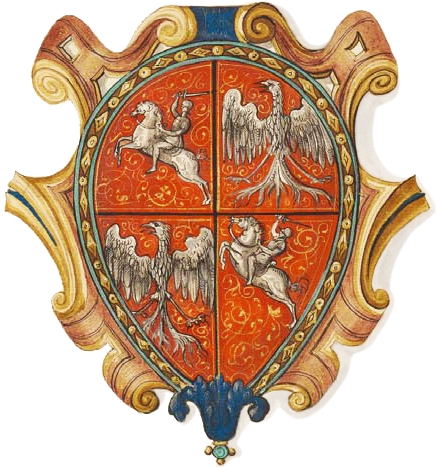
Герб Речи Посполитой —  польско-литовского государства в конце XVI — XVIII веках: польский орёл и Погоня - герб Великого княжества Литовского
Герб Герцогства Варшавского
Герб Царства Польского
Герб Польши 1916-1919
Герб Польши 1919-1927
Герб Польши 1927-1939
Герб Польской Народной Республики (1944—1990) — орёл без короны
Герб Польского Правительства в изгнании 1956-1990

## Критика
Некоторые польские историки не согласны с этой версией, ведь для того, чтобы простому орлу оказаться на государственном гербе, мало попасться на глаза прародителю. По традиции считается, что герб Польши это родовая эмблема Пястов — полумифических основателей польского государства. Это лишь позднейшая, задним числом созданная красивая легенда. Первые Пясты правили в IX-X веках, а белый (серебряный) орёл впервые появился в польском гербе только в XIII веке, спустя несколько столетий после легендарного события.
В геральдическом отношении, в том числе и в польской геральдике, в средние века и более позднее время, употребление орла в гербе было прерогативой только государств в ранге империи — этим их гербы отличались от всех других. Польша никогда не являлась империей и сложилась на территории, также никогда не являвшейся имперской территорией другого государства и по геральдическим канонам того времени, пользоваться таким гербом не имела право.